# Jil
Cette page contient des caractères spéciaux ou non latins. S’ils s’affichent mal (▯, ?, etc.), consultez la page d’aide Unicode.
Pour les articles homonymes, voir Jil.
Jil, (ძილ, [dzil], en géorgien) est la 28e lettre de l'alphabet géorgien.

## Linguistique
Jil est utilisé pour représenter le son [dz].
Dans la norme ISO 9984, la lettre est translittérée par « j ».

## Représentation informatique
- Unicode[1] :
  - Asomtavruli Ⴛ : U+10BB
  - Mkhedruli et nuskhuri ძ : U+10EB